# The Calhouns
The Calhouns fue un grupo formado por Cool Breeze (conocido como Freddie Calhoun en el grupo) y otros dos raperos de un grupo llamado Sniper Unit. Su álbum de debut se tituló Made In The Dirty South. Irónicamente, Slimm Calhoun solo aparece en una canción aun perteneciendo al grupo.

## Discografía
- Made In The Dirty South

- Datos: Q18534473